# Recanto dos Pássaros
Recanto dos Pássaros é um bairro de chacáras na periferia de Paulínia, às margens do Rio Atibaia. Em 1995 o bairro ficou nacionalmente famoso devido ao caso Shell, quando uma fábrica de venenos da empresa contaminou todo o bairro e obrigou seus moradores a desocuparem o local. Em 2009 o caso continua pendente na justiça e alguns ex-moradores ainda moram em um hotel. Atualmente o bairro encontra-se desabitado.